# Massalfassar
Massalfassar település Spanyolországban, Valencia tartományban. Massalfassar Valencia, Albuixech, Massamagrell és Museros községekkel határos. Lakosainak száma 2653 fő (2024).

## Népesség
A település népessége az utóbbi években az alábbiak szerint változott:
| Lakosok száma | 1326 | 1340 | 1880 | 2215 | 2388 | 2475 | 2462 | 2469 | 2587 | 2653 |
|               | 2001 | 2004 | 2007 | 2009 | 2012 | 2014 | 2017 | 2019 | 2022 | 2024 |